# 蔣成躁
蔣成躁（？—？），广西全州人，清朝政治人物。举人出身。
道光二十八年十一月，擔任清朝廣東省潮州府豐順縣知縣。后由李文炬接任。